# Brouwerij De 7 Deugden
Brouwerij de 7 Deugden is een bierbrouwerij en -proeverij in Amsterdam. De brouwerij brouwt speciaalbier en is lid van CRAFT.

## Achtergrond
De 7 Deugden is een kleinschalige brouwerij die bieren met een uitgesproken smaak maakt. Er wordt geëxperimenteerd met kruiden als tijm, specerijen en gerookte mout. Hiermee richt de brouwerij zich op liefhebbers van speciaalbier.
In navolging van Brouwerij De Prael werkt De 7 Deugden met mensen met een beperking. Deze groep mensen vindt moeilijk aansluiting op de arbeidsmarkt, zodat er behoefte is aan een bijzondere werkplek met begeleiding. Door deze werkplek te bieden heeft de brouwerij ook een sociale functie.

## Geschiedenis
Het bedrijf is in 2009 opgericht door theoloog en historicus Garmt Haakma, toen werkzaam als personeelschef. In oktober 2010 begon de brouwerij aan de Osdorperweg aan de westrand van Amsterdam. De officiële opening vond plaats in maart 2011.
In september 2011 werd in het tv-programma Schepper & Co van Jacobine Geel van de Nederlandse omroep NCRV een reeks rapportages aan de brouwerij gewijd.
Van oktober 2015 tot februari 2017 was het café Moes, onder het kunstcentrum De Appel aan de Prins Hendrikkade in Amsterdam het officiële proeflokaal van de 7 Deugden.
Sinds april 2018 is de brouwerij, met proeflokaal, gevestigd in een nieuw gebouw aan de Akersluis 8d in Amsterdam naast het Kuiperijmuseum en de Molen van Sloten.

## Eigen bieren
| BEZIG BIJ       | Amberkleurig licht zoet bier met karamelmout, geeft door het gebruik van lokale honing een fluweelzachte afdronk.              |
| BOCK SPRONG     | Vol en donkerbruin bockbier met de smaak van karamel en in de afdronk een vleugje rozijnen.                                    |
| BLACK IPA       | Donkere IPA met een aangename bitterheid, mild roast en vol van fruitige hoptonen.                                             |
| BLOND           | Lichtkleurig blond bier met een fijnzinnig hopprofiel en een volle afdronk.                                                    |
| BRUT            | Een sprankelend, droog bier met aroma’s van druiven, peren en kruisbessen.                                                     |
| DUBBEL DIK      | Mildzoete dubbel met rijke aromas van karamelmout en bijzondere specerijen.                                                    |
| GEMBER NEUTRAAL | Verrassend eigenwijze IPA met hints van zacht zoete gember en een bite van rode peper.                                         |
| IMPERIAL STOUT  | De weldadige stout geeft een explosie aan smaak door de geroosterde mouten en de op turf gerookte wiskymout.                   |
| IPA             | Een toegankelijke IPA met hoparoma’s van tropisch fruit en accenten van grapefruit.                                            |
| PILS            | Een doordrinkbaar pils met een frisse en moutige smaak.                                                                        |
| SAISON          | Kruidige en frisse saison met een dorstlessend karakter.                                                                       |
| STOUT EN MOEDIG | Een smaakvolle stout met hints van chocolade, waar het geroosterde mout en vers gebrande koffiebonen de intense smaak bepalen. |
| TRIPEL          | Hemelse tripel vol van karakter waarin je de kruidnagel en jeneverbes kunt ontdekken.                                          |
| VUUR GLOED      | De fluweelzachte winterbock geeft door de zoete tonen van steranijs en karamel een krachtig en verwarmend gevoel.              |
| WIT             | Zonnig witbier vol van smaak met een hint van koriander.                                                                       |

De bieren zijn verkrijgbaar in heel Nederland.

## Brouwen voor brouwerijhuurders
Brouwerij de 7 Deugden brouwt naast de eigen bieren ook bier voor andere bierproducenten, brouwerijhuurders. Ze brouwde onder andere bier voor Bax Bier, vandeStreek, Breugems Brouwerij, brouwerij De Pomp, brouwerij Molenduyn en brouwerij Oostenburg. Nu wordt gebrouwen voor o.a. Wasted Beers, De Vecht, Bluswater, Flirt bier en De Hoge Noot.